# Liste des sénateurs belges (législature 1900-1902)
Pour les articles homonymes, voir Liste des sénateurs belges.

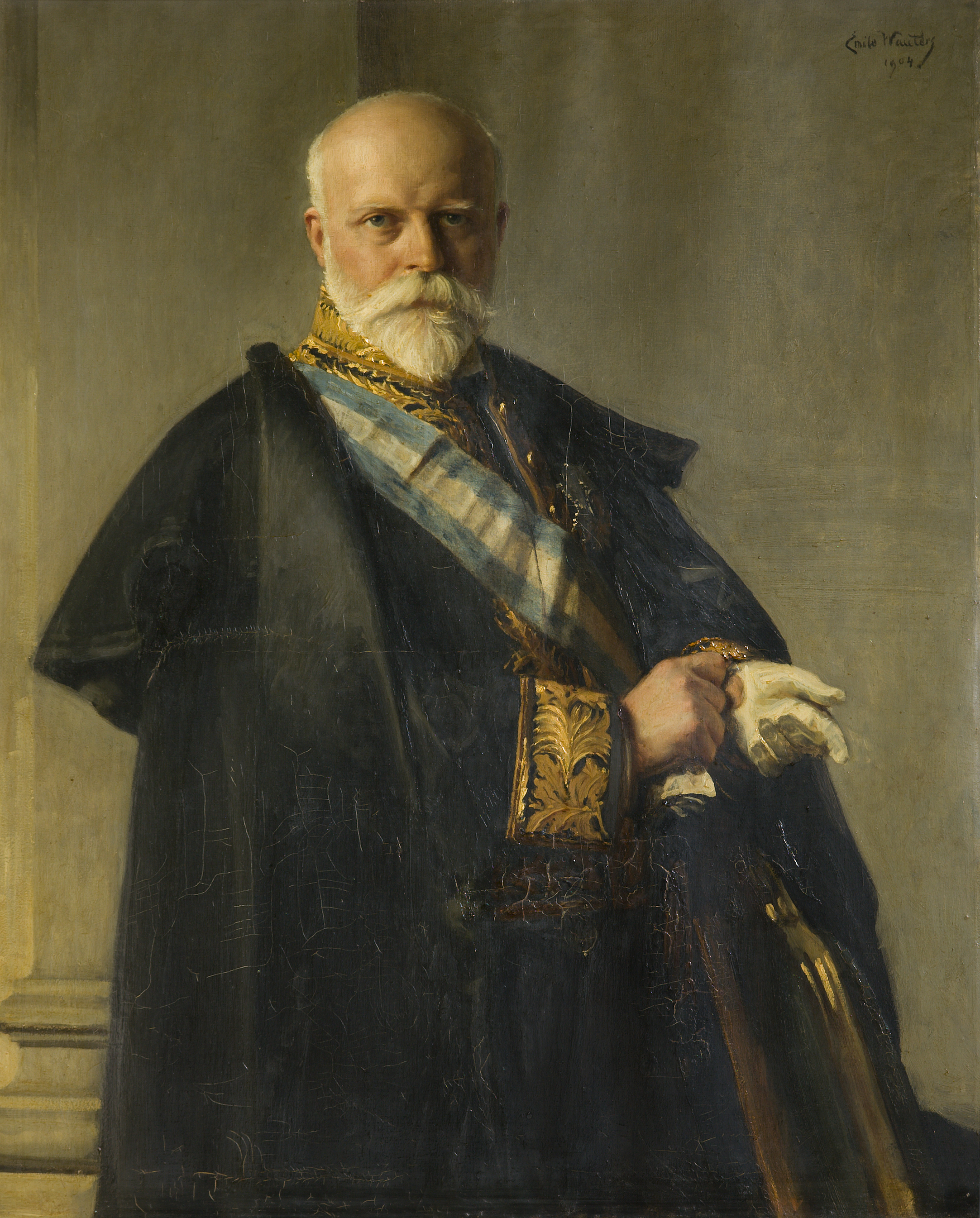
Le duc d'Ursel, président du Sénat

Liste des sénateurs pour la législature 1900-02 en Belgique, à la suite des élections législatives par ordre alphabétique.

## Président
- le duc Joseph d'Ursel

## Membres

### élus
1. Victor Allard (arr. Bruxelles)

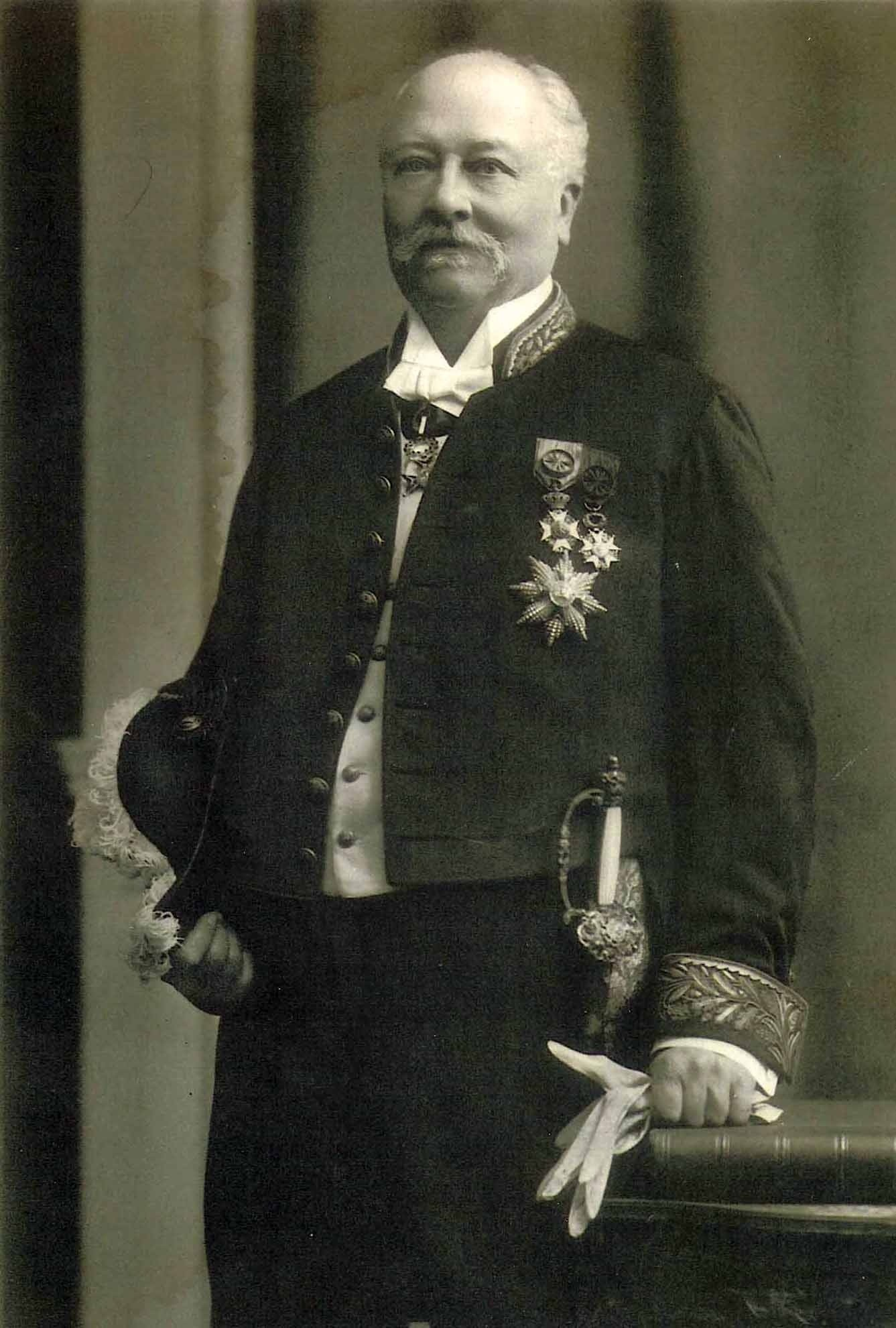
Victor Allard, sénateur de Bruxelles

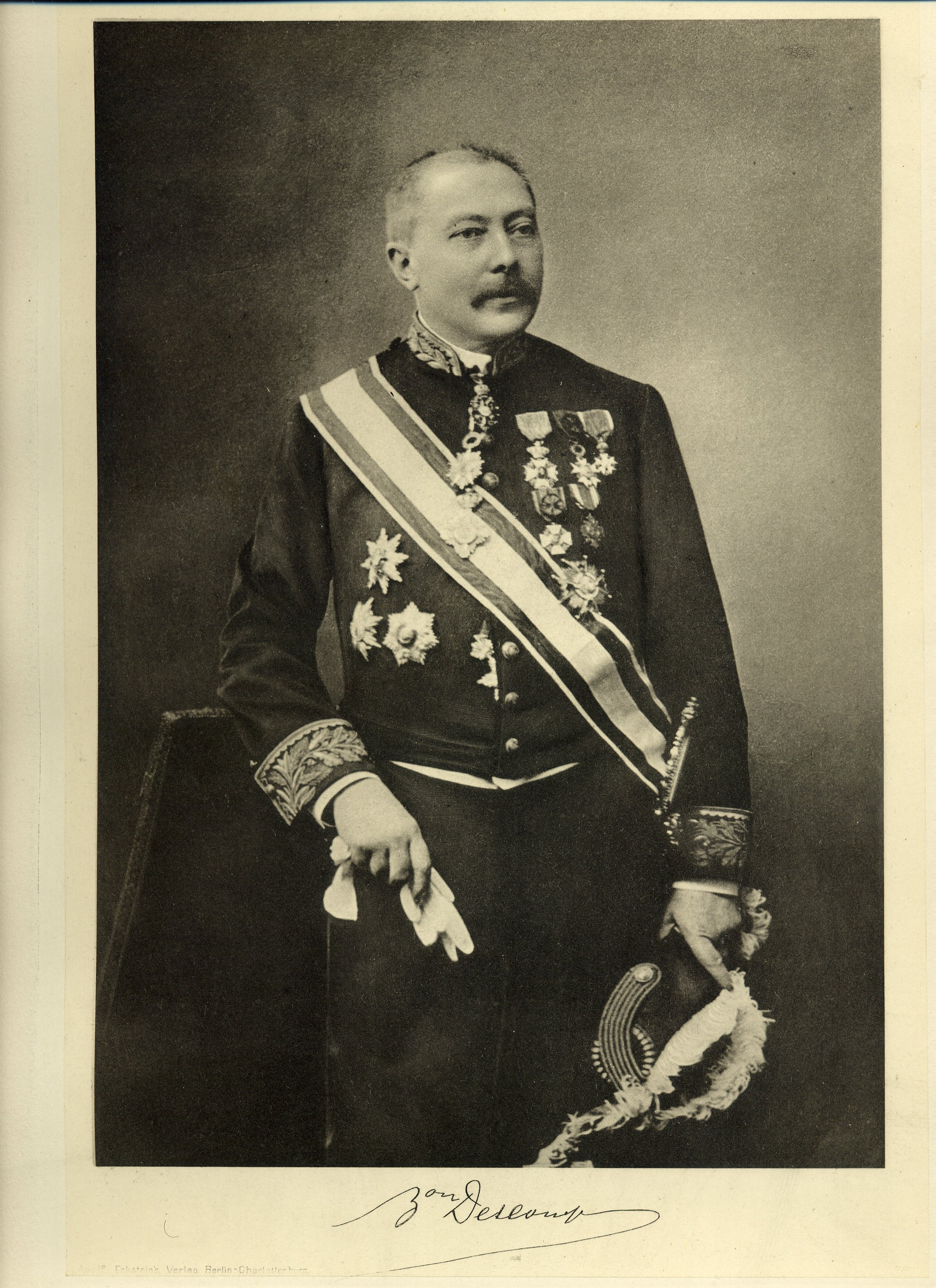
Chevalier Descamps (1900), sénateur de l'arrondissement de Louvain

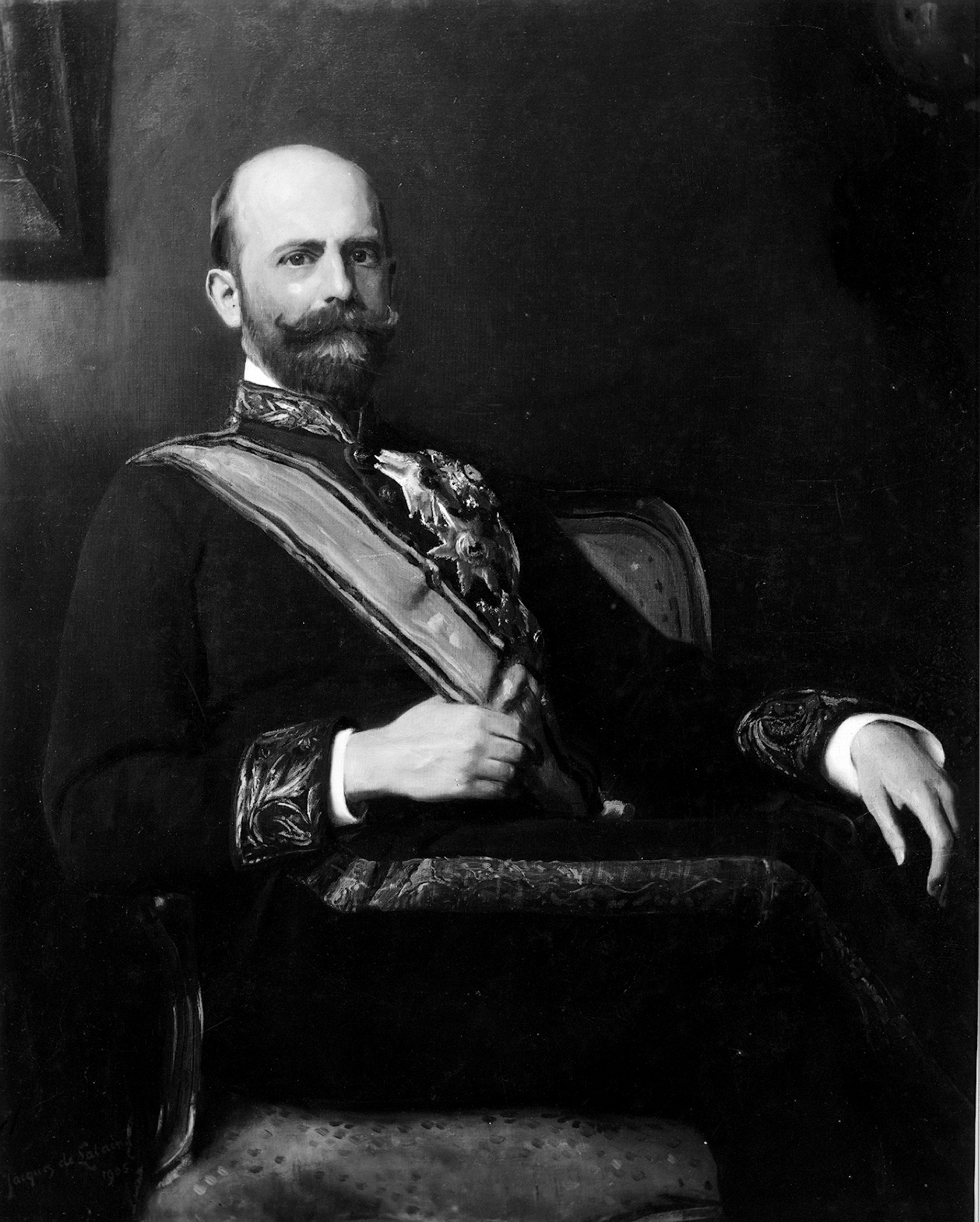
Le comte Henri de Mérode-Westerloo, sénateur de l'arrondissement de Malines-Turnhout

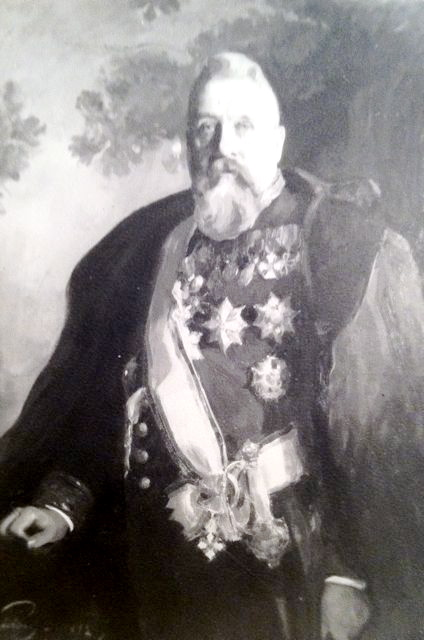
Le baron Orban de Xivry, sénateur des arrondissements de la province de Luxembourg

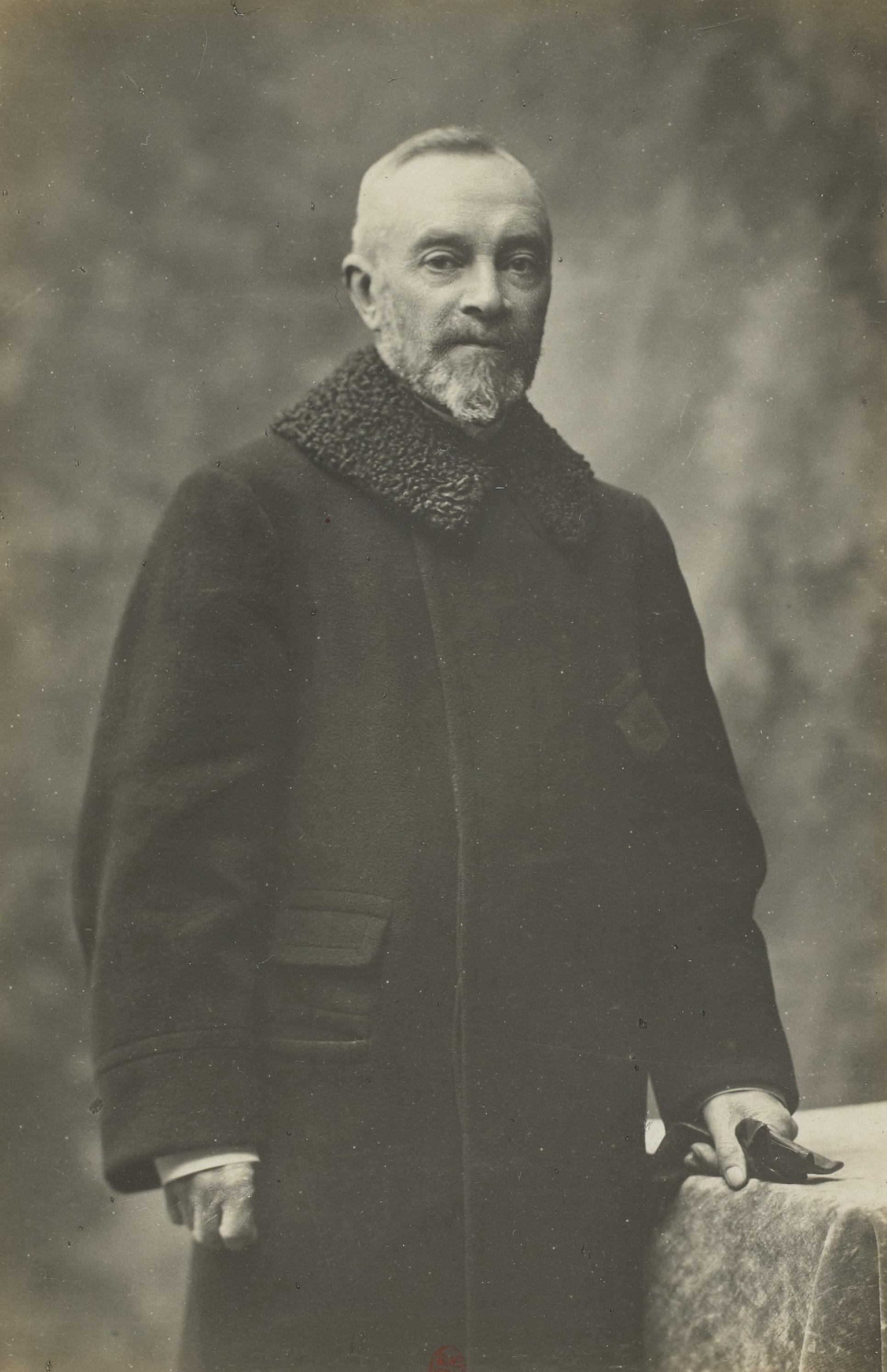
Astère Vercruysse de Solart (1900), sénateur de Gand-Eeklo

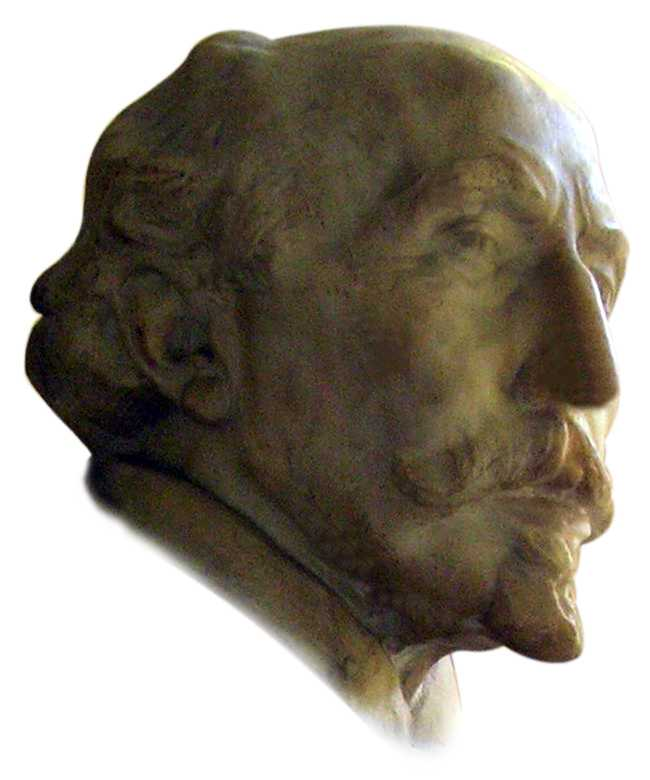
Edmond Picard (1918), sénateur de la province de Hainaut

2. baron Alfred Ancion (arr.Huy-Waremme)
3. Léon d'Andrimont-de Moffarts (arr. Verviers)
4. Jules Audent (arr. Charleroi-Thuin)
5. Ernest Bergmann (arr. Malines-Turnhout)
6. baron Paulus de Bethune (arr. Courtrai-Ypres) (+ 3.01.1901) remplacé 3.01.1901 par Joseph Cantillion
7. Gustave Boël (arr. Mons-Soignies)
8. Charles Boëyé (arr. Termonde-Saint-Nicolas; libéral)
9. comte François de Borchgrave d'Altena (arr. Hasselt-Tongres-Maaseik) (démissionne le 15.12.1901) remplacé par le comte Jean de Renesse[1]
10. Alexandre Braun (arr. Bruxelles; catholique)
11. Florimond de Brouchoven de Bergeyck (arr. Termonde-Saint-Nicolas)
12. Jean Brulé (arr. Nivelles)
13. Charles Clément (arr.Liège)
14. Fernand Defuisseaux (arr. Mons-Soignies)
15. de Gorge (arr. Bruxelles)
16. Jean-Alfred de Lanier (arr.Bruges)
17. comte Charles della Faille de Leverghem (arr. Anvers) (+ 6.05.1902), remplacé par le baron Alfred de Vinck de Winnezeele[2]
18. Émile De Mot (arr. Bruxelles)
19. Vital De Ridder (arr. Courtrai-Ypres)
20. chevalier Édouard Descamps (arr. Louvain)
21. Joseph Devolder (arrts du Luxembourg; catholique)
22. Adolphus Devos (arr. Gand-Eeklo)
23. Max Doreye (arr. Liège)
24. Eugène Dumont de Chassart (arr. Nivelles)
25. Émile Dupont (arr. Liège) 2e vice-président
26. Alfred Février (arr. Namur-Dinant-Philippeville)
27. Félix Février (arr. Charleroi-Thuin)
28. Théophile Finet (arrts du Luxembourg)
29. Armand Fléchet (arr. Liège)
30. Edmond Goethals (arr. Bruxelles)
31. Prosper Hanrez (arr . Bruxelles; libéral)
32. comte Charles de Hemricourt de Grunne (arr. Hasselt-Tongres-Maaseik)
33. Auguste Houzeau de Lehaie (arr. Charleroi-Thuin ; socialiste)
34. baron Albert d'Huart (arrts de Namur)
35. Armand Hubert (arr. Mons-Soignies)
36. Emile Huet (arr. Tournai-Ath)
37. vicomte Fernand de Jonghe d'Ardoye, questeur (arr.Roulers-Tielt; catholique)
38. Edgard de Kerchove d'Ousselghem (arr. Gand-Eeklo; catholique)
39. Louis Le Clef (arr. Anvers)
40. Gustave de Lhoneux d'Ahin (arr. Huy-Waremme) (+ 18.03.1901) remplacé par Léon Naveau
41. comte Thierry de Limburg Stirum (arr. Furnes-Dixmude-Ostende)
42. Hippolyte Lippens (arr. Gand-Eeklo)
43. Raymond de Meester de Betzenbroeck (arr. Malines-Turnhout)
44. Ernest Mélot (arr. Namur-Dinant-Philippeville)
45. comte Henri de Mérode-Westerloo (arr. Malines-Turnhout)
46. comte Werner de Merode (arr. Charleroi-Thuin)
47. Henri Mertens (nl) (arr. Termonde-Saint-Nicolas; catholique)
48. Edmond Mesens (arr. Bruxelles)
49. Georges Montefiore-Levi (arr. Liège) (démissionne en 1902) remplacé par Alfred Magis
50. baron Adile Mulle de Terschueren (arr. Roulers-Tielt)
51. baron Alfred Orban de Xivry (arrts. du Luxembourg)
52. Paul Raepsaet (arr. Audenarde-Alost)
53. comte Adolphe Christyn de Ribaucourt, 1er secrétaire (arr. Termonde-Saint-Nicolas)
54. Jules Roberti (arr. Louvain)
55. Henri Sainctelette (arr. Mons-Soignies)
56. Oscar de Séjournet (arr. Tournai-Ath)
57. baron Walthère de Selys Longchamps (arr. Namur-Dinant-Philippeville)
58. vicomte Alfred Simonis (arr.Verviers)
59. Raphael de Spot (nl) (arr. Furnes-Dixmude-Ostende)
60. Raymond Steenackers (arr. Anvers)
61. baron Adhémar de Steenhault de Waerbeeck (arr. Bruxelles; catholique)
62. Edmond Steurs (arr. Charleroi-Thuin; libéral)
63. Alphonse Stiénon du Pré (arr. Tournai-Ath)
64. baron Arthur Surmont de Volsberghe (nl) (arr. Courtrai-Ypres; catholique) (jusque 3.02.1903)
65. comte Arnold 't Kint de Roodenbeke (arr. Gand-Eeklo; catholique)
66. duc Joseph d'Ursel, président (arr. Malines-Turnhout)
67. Armand Van den Nest (arr. Anvers)
68. Alphonse van de Velde (arr.Mons-Soignies)
69. Léon Vanderkelen (arr. Louvain)
70. Léon Van Ockerhout (arr. Bruges)
71. Charles Van Vreckem (arr. Audenarde-Alost)
72. Auguste Verbrugghen (arr. Audenarde-Alost) (+ 23.10.1901)
73. Astère Vercruysse de Solart (arr.Gand-Eeklo)
74. Adolphe Verspreeuwen (arr. Anvers)
75. baron Edmond Whettnall, questeur (arr. Hasselt-Tongres-Maaseik)
76. Samson Wiener (arr. Bruxelles)

### provinciaux
1. Arthur Bastien
2. marquis Albert de Beauffort
3. Albert Cappelle
4. Alfred Claeys-Boúúaert
5. Auguste Cools
6. De Coster
7. comte Oswald de Kerchove de Denterghem
8. Emile Delannoy
9. Théophile de Lantsheere
10. baron Paul de Favereau, 2e vice-président
11. Désiré Fiévé
12. Victor Fris
13. comte Eugène Goblet d'Alviella, 2e secrétaire
14. Georges Grimard
15. Émile Henricot
16. Henri Iweins d'Eeckhoutte (+ 31.12.1902)
17. MgrEugène Keesen
18. Henri La Fontaine
19. Théodore Léger
20. Henri Lejeune-Vincent
21. François-Guillaume Meyers
22. Edmond Picard
23. Edmond Piret-Goblet
24. Florent Poncelet
25. Octave Selb
26. Paul Vandenpeereboom
27. Emile Van Hoorde (+ 21.06.1901) remplacé 12.07.1901 par baron Armand de Pitteurs Hiégaerts